# De reizende man (Maarssen)
De reizende man is een monumentaal boerderijcomplex in het Nederlandse dorp Maarssen.

## Geschiedenis
Al vanaf 1738 wordt De reizende man genoemd als herberg, uitspanning annex boerderij. In het laatste kwart van de 19e eeuw werd het bijbehorende land gesplitst door de aanleg van (de voorloper van) het Amsterdam-Rijnkanaal.
De huidige boerderij en daarnaast een paardenstal annex koetshuis/schuur zijn in de periode 1912-1913 gebouwd in opdracht van de nieuwe eigenaar van de nabijgelegen buitenplaats Herteveld. Ze is als pachtboerderij gebouwd op een zichtas ten opzichte van de buitenplaats. De architect E.G. Wentink jr. verzorgde het ontwerp in traditionele stijl waarbij gebruik is gemaakt van oudhollandse bouwkunst.
De boerderij bestaat onder meer uit een woon- en een stalgedeelte met bakstenen muren en grotendeels een rietgedekte kap. De paardenstal annex koetshuis/schuur is voorzien van dakpannen en heeft een vormgeving die aansluit bij de boerderij. 
In 1970 werd er al een tijdlang niet meer geboerd op De reizende man en er bestonden plannen om het te slopen. Ternauwernood werd het aangekocht door een lokale ondernemer die er zijn woonverblijf in zou gaan vestigen. In 2001 werd het boerderijcomplex aangewezen als rijksmonument.